# August Pi i Sunyer
August Pi i Sunyer (Barcelona, 12 d'agost de 1879 - Ciutat de Mèxic, 12 de gener de 1965) fou un fisiòleg, polític i dirigent esportiu català, fill de Jaume Pi i Sunyer i germà de Carles Pi i Sunyer i Santiago Pi i Sunyer. Professor i catedràtic de Fisiologia a Sevilla i a Barcelona, dirigí l'Institut de Fisiologia, on creà una escola de gran prestigi internacional. Entre altres coses va ser membre de l'Institut d'Estudis Catalans i fundador de la Societat de Biologia.
Prengué la decisió d'ajuntar els seus dos cognoms, que apareixen units en els seus descendents començant pels seus fills Cèsar Pi-Sunyer i Bayo i Pere Pi-Sunyer i Bayo.

## Activitat acadèmica i mèdica
August Josep Carles Pi i Sunyer va néixer al carrer dels Banys Nous de Barcelona, fill del metge Jaume Pi i Sunyer, qui aleshores tenia 21 anys i era natural de Roses, i de la seva cosina i esposa Carolina Sunyer i Quintana, de 25 anys i també natural de Roses, filla del polític Francesc Sunyer i Capdevila. August Pi i Sunyer es llicencià en medicina a la Universitat de Barcelona el 1899 i es doctorà a la Universitat de Madrid el 1900 amb una tesi sobre la vida anaeròbica. El 1901 es casà amb Carme Bayo i Puig. Treballà com a professor auxiliar de fisiologia a Barcelona el 1902 sota les ordres de Ramon Coll i Pujol, i el 1904 obtingué la càtedra de la Universitat de Sevilla. El 1906 presidí la comissió executiva del primer Congrés d'Higiene de Catalunya i el 1907 renuncià a la càtedra per tal de tornar a Barcelona dedicar-se a la investigació. El 1914 fou nomenat professor de fisiologia a la facultat de medicina de la Universitat de Barcelona, de la qual el 1916 esdevindrà catedràtic numerari.
Des d'aleshores fins que marxà a l'exili es va dedicar a la medicina. Creà un centre d'investigació fisiològica al Laboratori Municipal de Barcelona, dirigit per Ramon Turró i Darder, amb qui treballà estretament i de qui es considerà deixeble. Arran dels seus experiments amb animals va fer diversos descobriments sobre els reflexos, els estímuls físics i la seva influència en el moviment respiratori. El 1920 dirigí l'Institut de Fisiologia de la Mancomunitat, on hi creà una escola d'un cert prestigi internacional. El 1912 fundà la Societat Catalana de Biologia dins de l'Institut d'Estudis Catalans, fou president de la Reial Acadèmia de Medicina de Barcelona el 1926-1939, i director de la publicació Treballs de la Societat de Biologia (1913-1938), on hi publicà la major part dels seus treballs.
Va dur a terme una intensa activitat acadèmica dins i fora del país a l'Argentina, Uruguai i Veneçuela, participà en els Congressos Universitaris Catalans del 1918 i el 1919, cursos a les universitats de Buenos Aires i Montevideo, el 1919, fou promotor dels Congressos de Metges de Llengua Catalana, i assistí també als congressos internacionals de medicina de Madrid (1903) i Budapest (1909), de psicologia a Moscou (1930) i París (1937) i de fisiologia i ciències fisiològiques, a la major part dels quals assistí, des del de Heidelberg (1907) fins al de Brussel·les (1956). Es comptant a Veneçuela arriba a escriure una desena de llibres i dues novel·les, a part dels assajos i monografies recollides en revistes científiques i en publicacions culturals, la qual cosa resulta una inventari de gran valor que li va fer merèixer el Premi Kalinga, atorgat per la UNESCO el 1955.

## Activitat política
Fou un dels fundadors de la Unió Federal Nacionalista Republicana el 1916 i amic de Francesc Layret. L'any 1918 participà en les eleccions al Congrés dels Diputats, esdevenint diputat pel Partit Republicà Català del districte de Figueres. Fou reescollit el 1919 i 1920, però abandonà el Congrés el 1923 quan el cop d'estat de Miguel Primo de Rivera.

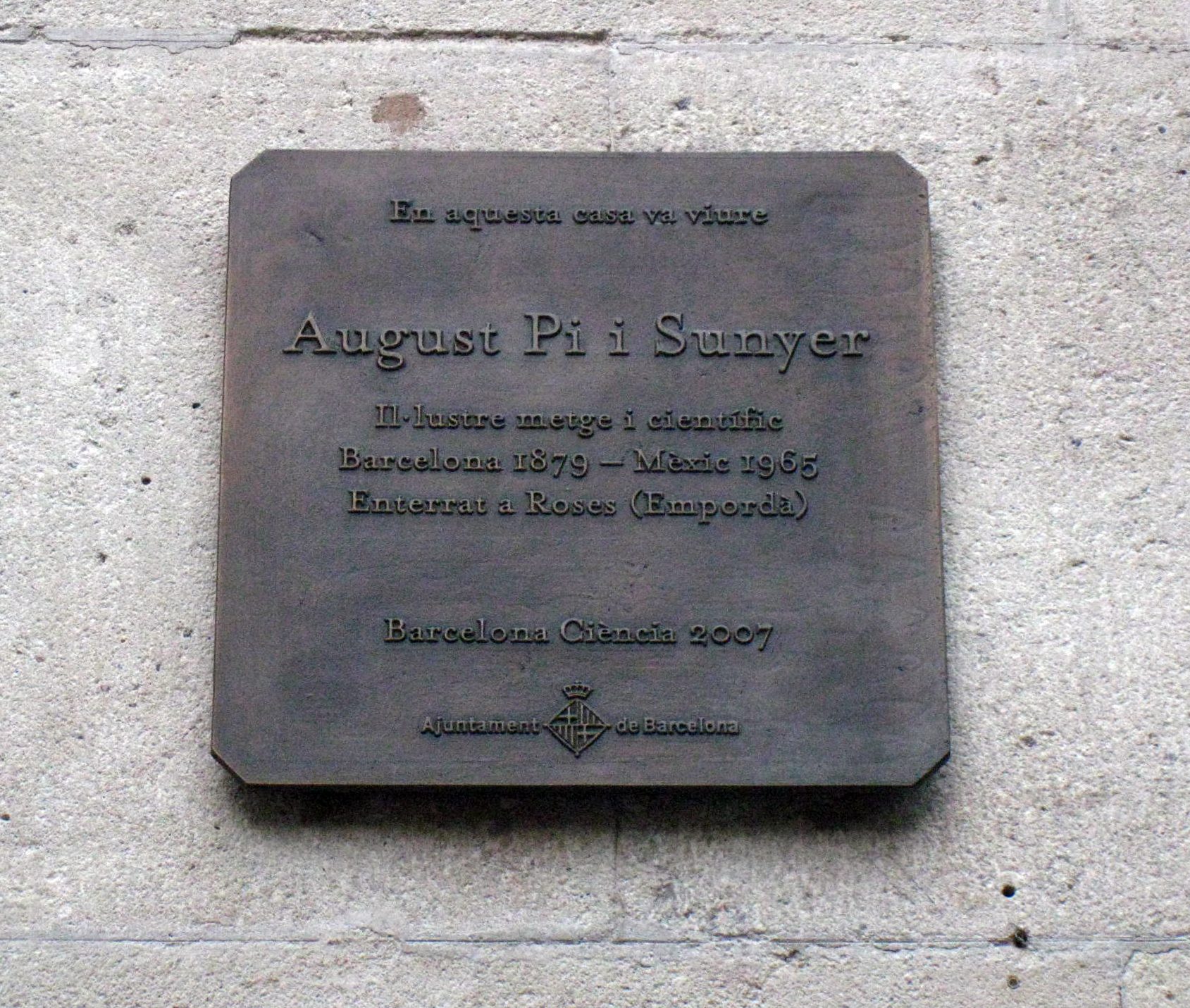
Placa commemorativa a la casa de Barcelona on va viure, al carrer de Girona núm. 20

Durant la Segona República Espanyola ocupà diversos càrrecs. Fou membre de la Junta de Ampliación de Estudios e Investigaciones Científicas de España, del Consell de Cultura de la Generalitat de Catalunya i del Patronat de Govern de la Universitat Autònoma de Barcelona (1933-1939). També fou president de l'Associació de Música da Camera de Barcelona.
En començar la Guerra Civil espanyola fugí amb la seva família a París i d'ací i marxà a Veneçuela el 1939, on fou invitat pel govern veneçolà i nomenat professor de fisiologia a la facultat de medicina de la Universidad Central de Caracas. Un any més tard, crea l'Institut de Medicina Experimental on s'hi formaran un gran nombre de metges veneçolans. Des del 1946 hi fou professor de bioquímica i, des del 1942, professor de biologia i bioquímica a l'Instituto Pedagógico Nacional de Caracas.
També fou fundador i primer president del Centre Català de Caracas el 1945. Presidí els Jocs Florals de la Llengua Catalana de 1953 i col·laborà a les revistes catalanes de l'exili Quaderns de l'Exili (1943-1947), publicada per la Comunitat Catalana de Mèxic, i a La Nova Revista (1955-1958). El 1963 marxà a Mèxic, on morí el 12 de gener de 1965.
El 1980 les restes mortals del doctor August Pi-Sunyer van ser traslladades al Cementiri Municipal de Roses des de Ciutat de Mèxic.

## Dirigent esportiu
El 1918 fou nomenat president del Comitè Olímpic Espanyol, ocupà la presidència de la Federació Catalana d'Atletisme entre el 1919 i el 1920 i presidí el Barcelona Universitari Club (BUC) de 1933 al 1936.

## Obres

### Científiques
- La vida anaerobia (1901)
- La antitoxia renal (1907)
- La unidad funcional (1919)
- Sistema neurovegetativo (1947)
- The Bridge of Life (1950)
- Classics of Biology (1955)
- Manual de medicina interna (1922)
- Traité de physiologie normale et pathologique (1931)
- Fisiología humana (1962) amb Santiago Pi i Sunyer

### Literàries
- L'ordinari Henschel (1900) traducció de Gerhart Hauptmann
- Màrtirs (1900)
- La novel·la del besavi (1944)
- Sunyer metges, pare i fill (1957),